# Малагари, Стив
Сти́вен Ри́чард «Стив» Малага́ри (англ. Steven Richard «Steve» Malagari; род. 17 октября 1983, Лэнсдейл, Пенсильвания, США) — американский политик-демократ, член Палаты представителей Пенсильвании.

## Биография
Родился в греческой семье.
В 2002 году окончил среднюю школу в Лэнсдейле.
В 2006 году окончил Колледж имени Урсина со степенями бакалавра в области биологии и немецкого языка. В 2005 году проходил производственную практику в фармацевтической компании Wyeth Pharmaceuticals (сегодня — Pfizer).
Работал техником-медиком в лаборатории молекулярной генетики (2006—2012) и техническим координатором в лаборатории информационных услуг (2012) Детской больницы Филадельфии, продавцом в Hatboro Beverages (2009—2012), старшим делопроизводителем в компании Warrior Diamond (2013—2015), торговым консультантом в компании Gretz Beer (2015—2018), являлся членом городского совета Лэнсдейла (2012—2018) и транспортного управления округа Монтгомери (2013—2018).
С 2019 года — член Палаты представителей Пенсильвании.
Активный член греческой общины США.
Владеет немецким языком.

## Личная жизнь
Женат.
Исповедует греческое православие.